# Аніца Добра
Аніца Добра (*3 червня 1963, Белград, СФРЮ) — сербська акторка театру і кіно.
У 1987 році закінчила Факультет драматичного мистецтва (Белград).

## Вибіркова фільмографія
- Тіто і я (1992)
- Рула (1995)
- Пастка (2007)